# Олкинуора, Юхо
Юхо Олкинуора (фин. Juho Olkinuora; род. 4 ноября 1990, Хельсинки) — финский хоккеист, вратарь клуба «Пеликанс», олимпийский чемпион 2022 года, двукратный чемпион мира (2019, 2022) в составе сборной Финляндии. 
Вице-чемпион молодёжной СМ-Лиги 2010, бронзовый призёр СМ-Лиги 2017, победитель Хоккейной Лиги чемпионов 2018.
29 мая 2022 был признан самым ценным игроком, лучшим вратарём, а также вошёл в символическую сборную чемпионата мира 2022 года. На турнире одержал 8 побед в 8 матчах, в том числе сыграл 4 матча «на ноль», пропуская 1,11 шайбы в среднем за матч. На чемпионате мира 2021 года также был включён в символическую сборную.
9 мая 2022 года в качестве свободного агента подписал контракт со швейцарским клубом «Биль». После успешного выступления на чемпионате мира 2022 года Олкинуора воспользовался опцией в контракте с «Билем» и 15 июня подписал однолетний двусторонний контракт с клубом НХЛ «Детройт Ред Уингз».